# Francesco Queirolo
Francesco Queirolo (Gènova, 1704 - Nàpols, 1762) va ser un escultor genovès actiu a Roma i Nàpols durant el rococó i el barroc.

## Biografia
Queirolo va néixer a Gènova l'any 1704; després d'estudiar a la mateixa ciutat amb Bernardo Schiaffino, va instal·lar-se a Roma durant la dècada de 1720 sota la protecció del cardenal Spinola, i va entrar al taller de Giuseppe Rusconi. L'any 1733 va obtenir el tercer premi de l'Accademia di San Luca en escultura de primera classe. Influït per Antonio Coradini, s'instal·là a Nàpols l'any 1752 on realitzà l'escultura del Desengany (Disinganno) per a la capella de Sansevero. Morí a Nàpols l'any 1762.

## Obres

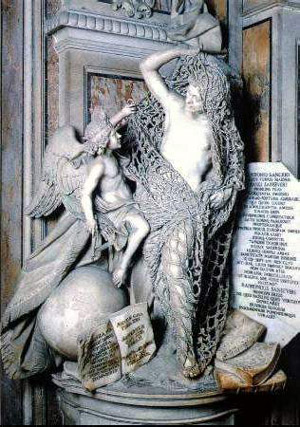
El Desengany (Il Disinganno)

Durant la seva estada a Roma, Queirolo realitzà les estàtues de Sant Carles Borromeu i de Sant Bernat per a la façana de la basílica de Santa Maria la Major, un bust de Cristina de Suècia (1740), la representació de la tardor (I doni dell'Autuno; 1749) de la Fontana di Trevi i la tomba de la duquessa de Grillo a la basílica de Sant'Andrea delle Fratte (1752).
A partir de 1752, Queirolo treballa grirebé exclusivament en la decoració de la capella Sansevero de Nàpols, per a la qual realitza la seva obra mestra, El Desengany (Disinganno). L'estàtua mostra un pescador que s'allibera d'una xarxa amb l'ajuda d'un àngel i representa l'abandó del pecat gràcies a l'intel·lecte. L'obra, esculpida en un únic bloc de marbre, era tan ambiciosa que va considerar-se impossible de realitzar.